# Горностаевка (Беломестненское сельское поселение)
Горностаевка — деревня в Ливенском районе Орловской области России. 
Входит в Беломестненское сельское поселение в рамках организации местного самоуправления и в Беломестненский сельсовет в рамках административно-территориального устройства.

## География
Расположена на реке Быстрая Сосна, на юго-западной границе райцентра, города Ливны, в 119 км к юго-востоку от центра города Орёл.
В 5 км к северо-востоку находится центр сельского поселения (сельсовета) — слобода Беломестное.

## Население
| 2002 | 2010 |
| ---- | ---- |
| 309  | ↗313 |

Согласно результатам переписи 2002 года, в национальной структуре населения русские составляли 94 % от жителей.